# Долина Планка
Доли́на Пла́нка (лат. Vallis Planck) — долина на зворотному боці Місяця. Розташована поблизу кратера Шредінгер. Долину названо по розташованому неподалік кратеру Планк, а той, у свою чергу, названий на честь німецького фізика-теоретика Макса Планка. Назву затверджено Міжнародним астрономічним союзом у 1970 році.
Долина має форму заглибини довжиною близько 451 кілометр. Долина Планка, як і долина Шредінгера, з'явилась в результаті падіння викидів при утворенні кратера Шредінгер і простягається на північ північний захід (азимут 350°) від нього. Долина починається на зовнішньому північно-східному боці валу кратера Гротріан і тягнеться на північ північний захід й перетинає кратер Фехнер. Далі тягнеться до північно-західного краю рівнини Планка та закінчується поблизу кратера Пікельнер K. Селенографічні координати центральної частини об'єкта — 58°24′ пд. ш. 126°06′ сх. д. / 58.4° пд. ш. 126.1° сх. д..